# Johann Eberhard (Mediziner)
Johann Eberhard (* 7. Januar 1578 in Greifswald; † 13. Oktober 1630 ebenda) war ein deutscher Mediziner.
Johann Eberhard stammte aus Greifswald und studierte hier, in Rostock und in Basel Medizin. Danach ging er auf Studienreise nach Venedig, Padua und Basel und wurde in Basel 1611 promoviert. Er praktizierte dann als Arzt in Schwerin und Wismar, bis er 1616 Stadtarzt in Greifswald wurde. Ein Jahr später wurde er an seiner Heimat-Universität Professor der Medizin. Im Oktober 1630 wurde Johann Eberhard durch kaiserliche Soldaten, die in seine Wohnung eindrangen, erschlagen.
Eberhard heiratete am 21. Februar 1614 in der Rostocker Marienkirche Katharina Gertrude Tiede (1595–1667).